# Tunde Akinsola
Tunde Akinsola, pseudonimo di Babatunde Jimoh Akinsola (Lagos, 10 marzo 2003), è un calciatore nigeriano, centrocampista dell'AVS.

## Carriera

### Club
Akinsola ha iniziato a giocare in Nigeria con il Valiant SC ed è approdato in Europa nel 2020 fra le file del Vasalund. Ha debuttato in prima squadra il 4 agosto 2021 giocando gli ultimi minuti dell'incontro di Superettan perso 1-0 contro l'Helsingborg.
Nel settembre del 2022 ha effettuato un periodo di prova al Real Valladolid, che lo ha tesserato ufficialmente nel successivo mercato invernale. Utilizzato prevalentemente con la seconda squadra, ha fatto il debutto in Primera División il 14 maggio contro il Siviglia.
Il 31 gennaio 2024 è stato ceduto in prestito all'AVS, militante nella seconda divisione portoghese. Dopo aver contribuito alla promozione in Primeira Liga, il 15 agosto è stato acquistato a titolo definitivo dai biancorossi.

### Nazionale
Ha giocato con la nazionale nigeriana Under-17.

## Statistiche

### Presenze e reti nei club
Statistiche aggiornate al 5 ottobre 2024.
| Stagione        | Squadra           | Campionato      | Campionato | Campionato | Coppe nazionali | Coppe nazionali | Coppe nazionali | Coppe continentali | Coppe continentali | Coppe continentali | Altre coppe | Altre coppe | Altre coppe | Totale | Totale | Totale |
| Stagione        | Squadra           | Comp            | Pres       | Reti       | Comp            | Pres            | Reti            | Comp               | Pres               | Reti               | Comp        | Pres        | Reti        | Pres   | Reti   |        |
| --------------- | ----------------- | --------------- | ---------- | ---------- | --------------- | --------------- | --------------- | ------------------ | ------------------ | ------------------ | ----------- | ----------- | ----------- | ------ | ------ | ------ |
| 2021            | Vasalund          | S1              | 1          | 0          | CS              | 0               | 0               | -                  | -                  | -                  | -           | -           | -           | 1      | 0      |        |
| 2022-2023       | Real Valladolid B | SF              | 4          | 0          | -               | -               | -               | -                  | -                  | -                  | -           | -           | -           | 4      | 0      |        |
| 2023-gen. 2024  | Real Valladolid B | SF              | 9          | 0          | -               | -               | -               | -                  | -                  | -                  | -           | -           | -           | 9      | 0      |        |
| 2022-2023       | Real Valladolid   | PD              | 1          | 0          | CR              | 0               | 0               | -                  | -                  | -                  | -           | -           | -           | 1      | 0      |        |
| 2023-gen. 2024  | Real Valladolid   | SD              | 9          | 0          | CR              | 1               | 0               | -                  | -                  | -                  | -           | -           | -           | 9      | 0      |        |
| gen.-giu. 2024  | AVS               | LdH             | 15+2       | 1+0        | CP+CdL          | 0               | 0               | -                  | -                  | -                  | -           | -           | -           | 17     | 1      |        |
| 2024-2025       | AVS               | PL              | 5          | 0          | CP+CdL          | 0               | 0               | -                  | -                  | -                  | -           | -           | -           | 5      | 0      |        |
| Totale carriera | Totale carriera   | Totale carriera | 44         | 1          |                 | 1               | 0               |                    | -                  | -                  |             | -           | -           | 45     | 1      |        |